# Hubert Lamb
Pour les articles homonymes, voir Lamb.
Hubert Horace Lamb (né le 22 septembre 1913 à Bedford – mort le 28 juin 1997 à Holt, Norfolk) est un climatologue anglais qui a fondé l'unité de recherche climatique en 1972 à l'École des sciences de l'environnement de l'université d'East Anglia.

## Carrière
La majeure partie de la vie scientifique de Lamb se déroule au Bureau météorologique du Royaume-Uni, où il débute en tant que responsable technique, progressant par une promotion spéciale au mérite. En tant que Quaker et objecteur de conscience, Lamb refuse de travailler sur la météorologie de la pulvérisation de gaz pendant la Seconde Guerre mondiale et il est transféré au Service météorologique irlandais, alors encore étroitement associé au Met Office britannique. À son retour au service du Royaume-Uni après la guerre, ses responsabilités concernent les domaines de la prévision météorologique à long terme, de la climatologie mondiale et du changement climatique. À ce titre, il est affecté en Allemagne de l'Ouest et à Malte. Auparavant, il a également été affecté comme conseiller météorologique sur un navire-usine baleinier norvégien à destination de l'Antarctique. Il devient membre du groupe de travail de l'Organisation météorologique mondiale sur les fluctuations climatiques.
Lamb est l’un des premiers à proposer que le climat puisse changer au sein de l’expérience humaine, allant à l’encontre de la vision orthodoxe de l’époque selon laquelle le climat pouvait être traité comme constant à des fins pratiques. Il développe les premières théories sur la période chaude médiévale et le petit âge glaciaire. Il devient connu pour sa prédiction d'un refroidissement global progressif et d'une période glaciaire à venir (familièrement une « ère glaciaire »), et il a ensuite mis en évidence une perspective future plus immédiate de réchauffement climatique.
Son utilisation d'indices climatiques et son travail sur le lien entre les éruptions volcaniques et les variations climatiques à court terme qu'elles provoquent sont particulièrement remarqués.
Il a créé en 1972 un Dust Veil Index, encore utilisé aujourd'hui, pour les caractériser, pensant que les volcans sont davantage responsables des aérosols à l'échelle mondiale.

### Époque chaleureuse médiévale
En 1965, il publie son étude sur « L'époque chaude du début du Moyen Âge et ses suites », basée sur « des données provenant des domaines de la botanique, de la recherche de documents historiques et de la météorologie ». Son point de vue est que « les preuves se sont accumulées dans de nombreux domaines d'investigation, indiquant un climat particulièrement chaud dans de nombreuses régions du monde, qui a duré quelques siècles autour de 1000-1200 apr. J.-C., et a été suivi d'une baisse des niveaux de température jusqu'entre 1500 et 1700, la phase la plus froide depuis la dernière période glaciaire s'est produite. L'article comprend une série de diagrammes des températures dans le centre de l'Angleterre sur la période, simplifiés dans une version de 1982 ajustée pour tenir compte de « la sous-estimation probable des hivers doux à l'époque médiévale » et de « certaines considérations botaniques », y compris des documents historiques de vignobles du sud et de l'est de l'Angleterre. Cette version est présentée dans le premier rapport d'évaluation du GIEC de 1990, figure 7.1c à la page 202, sous la forme d'un "Diagramme schématique des variations de température mondiale au cours des mille dernières années".

### Unité de Recherche Climatique
En 1971, Lamb décide de baser ses recherches pionnières dans une université et devient le premier directeur de l'unité de recherche climatique créée en 1972 à l'École des sciences de l'environnement de l'université d'East Anglia. En 1973 et 1975, il a organisé deux conférences internationales organisées à Norwich. Il est connu comme « l'homme des glaces » en raison de son opinion selon laquelle le refroidissement global conduirait à une future période glaciaire d'ici 10 000 ans, avec des phases de refroidissement abruptes se produisant « d'ici un à deux mille ans » :368. Cependant, il reconnaît également que le réchauffement climatique pourrait avoir de graves conséquences d’ici un siècle :365. Ses avertissements concernant les dommages causés à l’agriculture, la fonte des calottes glaciaires et les inondations des villes attirent une large attention et contribuent à façonner l’opinion publique. Il obtient le parrainage de l'unité auprès de sept grandes compagnies d'assurance, qui souhaitent utiliser les recherches de l'unité pour réaliser leurs propres études sur les implications du changement climatique pour l'assurance contre les dommages causés par les tempêtes et les inondations. Il prend sa retraite de l'unité en 1978 et ses contributions à l'unité sont reconnues en 1981 lorsqu'il reçoit un doctorat honorifique en sciences.

### Changement climatique brutal et réchauffement climatique
Le livre de Lamb de 1977, Climatic History and the Future, décrit des études sur le pollen fossile montrant un changement brusque d'une ère glaciaire de pinèdes à des chênes, soulignant « une grande rapidité du changement climatique ». Il débat de la recherche sur les effets complexes de la pollution d'origine humaine et suggère que « Dans l'ensemble, les effets de l'augmentation du dioxyde de carbone sur le climat vont presque certainement dans le sens du réchauffement, mais sont probablement beaucoup plus faibles que les estimations communément acceptées. ».
Dans la préface de son édition de 1984, Lamb fait état d'études sur le « problème du dioxyde de carbone » et appelle à une enquête plus approfondie sur le climat passé, en particulier « sur les preuves que certains changements climatiques majeurs se sont produits d'une manière étonnamment rapide ». Il présente des recherches récentes suggérant que la prochaine glaciation commencerait dans 3 000 à 7 000 ans et écrit : « Il convient de noter ici qu'il n'y a pas de contradiction nécessaire entre les attentes prévues concernant (a) un léger refroidissement renouvelé (ou la poursuite d'un) léger refroidissement de la planète. climat pendant quelques années à venir, par exemple à cause des variations de l'activité volcanique ou solaire ; (b) un réchauffement brusque dû à l'effet de l'augmentation du dioxyde de carbone, durant plusieurs siècles jusqu'à ce que les combustibles fossiles soient épuisés et un certain temps après ; et ceci à son tour suivi par ( c) une glaciation qui dure (comme les précédentes) pendant plusieurs milliers d'années ».

## Prix et distinctions
- 1974 - Prix Murchison de la Royal Geographical Society, Royaume-Uni[3]
- 1984 - Médaille Vega de la Société suédoise d'anthropologie et de géographie
- 1986 - Médaille d'or Symons de la Royal Meteorological Society[11]
- 1997 - Membre honoraire de la Société européenne de géophysique [12]

## Commémoration
En août 2006, le bâtiment de l'unité de recherche climatique de l'École des sciences de l'environnement de l'université d'East Anglia est rebaptisé Hubert Lamb Building. La même année, Lamb est salué comme « ayant joué un rôle déterminant dans l'établissement de l'étude du changement climatique en tant que sujet de recherche sérieux » dans un rapport répertoriant les « 100 découvertes, innovations et projets de recherche qui changent le monde et qui seront issus des universités britanniques dans le 50 dernières années ».
En septembre 2013, le centenaire de la naissance de Lamb est commémoré par un symposium à l'Université d'East Anglia, co-organisé avec la Société royale météorologique .

## Famille
Lamb est le fils d'Ernest Horace Lamb (1878-1946), DSC, DSc, professeur d'ingénierie au Queen Mary College de Londres,, et de Lilian, fille du révérend GH Brierley. Il est le petit-fils du mathématicien Horace Lamb, dont il attribue l'influence à ses débuts de carrière au Bureau météorologique, et le neveu du classiciste Walter Lamb (en), du peintre Henry Lamb et de l'archéologue Dorothy Lamb (en). Son fils Norman Lamb est député libéral-démocrate de North Norfolk de 2001 à 2019.

## Livres
- Climate, History and the Modern World  (ISBN 0-415-12735-1)
- Climate Present Past and Future  (ISBN 0-06-473881-7)
- Hubert Lamb, Historic Storms of the North Sea, British Isles and Northwest Europe, Cambridge University Press, 1991, 204 p. (ISBN 978-0-521-37522-1, présentation en ligne)